# Meridiano 174 E
O meridiano 174 E é um meridiano que, partindo do Polo Norte, atravessa o Oceano Ártico, Ásia, Oceano Pacífico, Nova Zelândia, Oceano Antártico, Antártida e chega ao Polo Sul. Forma um círculo máximo com o Meridiano 6 W.
Começando no Polo Norte, o meridiano 174º Este tem os seguintes cruzamentos:
| País, território ou mar | Notas                                             |
| ----------------------- | ------------------------------------------------- |
| Oceano Ártico           |                                                   |
| Mar Siberiano Oriental  |                                                   |
| Rússia                  | Okrug Autónomo de Chukotka Krai de Kamchatka      |
| Mar de Bering           |                                                   |
| Estados Unidos          | Ilha Nizki, Alasca                                |
| Oceano Pacífico         | Passa a leste do atol Abemama, Kiribati           |
| Nova Zelândia           | Ilha Norte - Península de North Auckland          |
| Oceano Pacífico         |                                                   |
| Nova Zelândia           | Ilha Norte - passa a oeste de New Plymouth        |
| Oceano Pacífico         |                                                   |
| Nova Zelândia           | Ilha Sul - passa a leste de Blenheim              |
| Oceano Pacífico         |                                                   |
| Oceano Antártico        |                                                   |
| Antártida               | Dependência de Ross, reclamada pela Nova Zelândia |